# Cyclodictyon subtortifolium
Cyclodictyon subtortifolium là một loài rêu trong họ Pilotrichaceae. Loài này được (E.B. Bartram) W.R. Buck mô tả khoa học đầu tiên năm 1987.